# Agdistis delicatulella
Agdistis delicatulella ist ein Schmetterling (Nachtfalter) aus der Familie der Federmotten (Pterophoridae).

## Merkmale
Die Falter erreichen eine Flügelspannweite von 13 bis 17 Millimetern. Die Vorderflügel sind fahlgrau und spärlich mit dunklen Schuppen gesprenkelt. An der Costalader befinden sich drei Flecke, zwischen diesen sind die Schuppenfransen nahezu weiß. Ein dritter Fleck befindet sich schräg unter dem mittleren Costalfleck.
Die Valven sind nahezu symmetrisch, die linke Valve besitzt ventral eine uneinheitliche Oberfläche. Die rechte Valve verfügt in der Nähe des Apex über einen kleinen Anhang. Die Costalarme sind lang und schmal und etwa so lang wie die Valven. Der Aedeagus ist mit einem langen Cornutus ausgestattet, Letzterer ist an beiden Enden mit einem dornartigen Fortsatz versehen.
Das Ostium ist ungleichseitig. Die Apophysenanhänge sind so lang wie das achte Tergit.

## Verbreitung
Agdistis delicatulella ist auf Korsika und Malta beheimatet.

## Lebensweise
Die Falter fliegen im Juli, September und Oktober. Auf Korsika wurden die Raupen an Portulak-Keilmelde (Atriplex portulacoides) gefunden.

## Systematik

### Synonyme
Aus der Literatur sind für Agdistis salsolae folgende Synonyme bekannt:
- Agdistis melitensis Amsel, 1954
- Agdistis staticis var. delicatulella Chretien, 1917